# Alstroemeria paupercula
Alstroemeria paupercula es una especie fanerógama, herbácea, perenne y rizomatosa perteneciente a la familia de las alstroemeriáceas. Es endémico de Perú y del norte de Chile. Es un geófito tuberoso y crece principalmente en el bioma desértico o de matorrales secos.

## Distribución
Chile contiene unos 58 taxones Alstroemeria, de los cuales más del 80% son endémicos del ambiente mediterráneo de Chile central. A. paupercula es la especie que se encuentra más al norte del país, en Iquique; (20°20′ S).

## Taxonomía
Alstroemeria paupercula fue descrita por primera vez Rodolfo Amando Philippi, y publicado por primera vez en la publicación Florula Atacamensis seu Enumeriatio en 1860.
Etimología
Alstroemeria: nombre genérico que fue nombrado en honor del botánico sueco barón Clas Alströmer (Claus von Alstroemer) por su amigo Carlos Linneo. 
paupercula: epíteto latín pauper y el sufijo diminutivo -culus.